# Lophocebus albigena ugandae
Mangabei-de-uganda (Lophocebus albigena ugandae) é uma subespécie de macaco do Velho Mundo endêmico de Uganda. Este Lophocebus foi inicialmente classificado como parte de Lophocebus albigena. Colin Groves o classificou como uma espécie propriamente dita, L. ugandae em 2007. É uma espécie pequena se comparada com L. albigena.

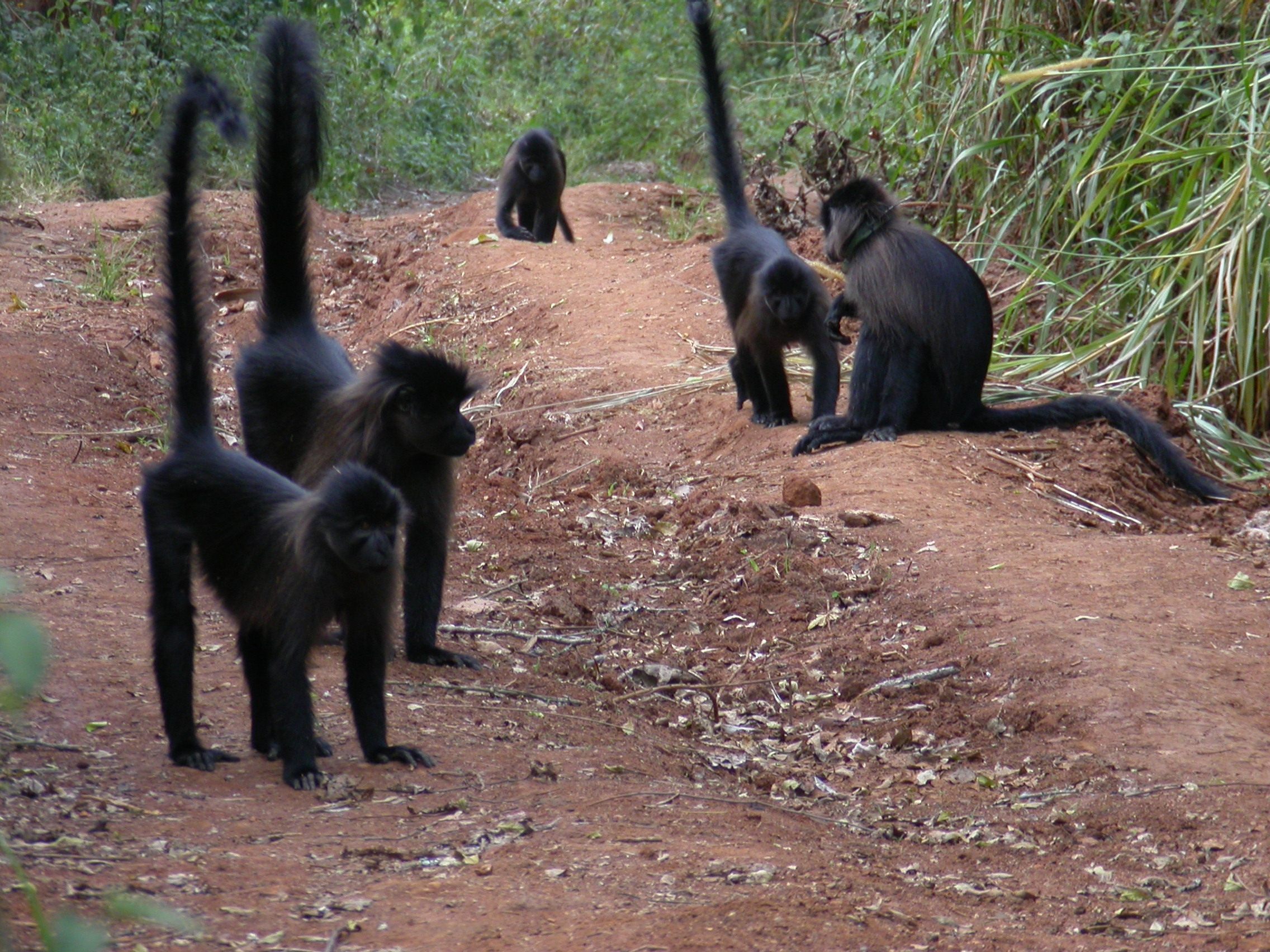
Grupo atravessando uma estrada.